# 249 (число)
Вижте пояснителната страница за други значения на 249.
249 (двеста четиридесет и девет) е естествено, цяло число, следващо 248 и предхождащо 250.
Двеста четиридесет и девет с арабски цифри се записва „249“, а с римски – „CCXLIX“. Числото 249 е съставено от три цифри от позиционните бройни системи – 2 (две), 4 (четири), 9 (девет).

## Общи сведения
- 249 е нечетно число.
- 249-ият ден от невисокосна година е 6 септември.
- 249 е година от Новата ера.